# Halthore, Belur
Halthore là một làng thuộc tehsil Belur, huyện Hassan, bang Karnataka, Ấn Độ.